# IK Tigrene
Der Ishockeyklubben Tigrene war ein norwegischer Eishockeyverein aus Oslo. 

## Geschichte
Der IK Tigrene nahm erstmals in der Saison 1951/52 am Spielbetrieb der 1. divisjon, der damals höchsten norwegischen Spielklasse, teil. In den Spielzeiten 1956/57 und 1960/61 gewann die Mannschaft jeweils den norwegischen Meistertitel. Zur Saison 1969/70 wurde der Verein mit dem IF Frisk fusioniert, der nach der Fertigstellung der Askerhallen die deutlich bessere Infrastruktur aufwies, während Tigrene über die besseren Spieler verfügte.